# De Plantis Labiatis
De Plantis Labiatis (abreviado Pl. Labiat.) es un libro con ilustraciones y descripciones botánicas que fue escrito por el botánico, clérigo, evangélico, educador y naturalista alemán Johann Friedrich Wilhelm Koch y publicado en 1833.